# Головкин, Фёдор Гаврилович
Граф Фёдор Гаври́лович Головки́н (1766—1823) — русский дипломат, литератор и мемуарист; посланник в Неаполе, церемониймейстер при дворе Павла I.
Правнук канцлера Г. И. Головкина, внук его старшего сына, графа А. Г. Головкина.

## Биография
Родился 10 (21) октября 1766 года; сын графа Гавриила (Габриэль-Мари-Эрнест) Александровича Головкина (1731—1800), генерал-лейтенанта, состоявшего на службе в Голландии, и Аполлонии Эртенг (1743—1785), происходившей из знатного голландского рода баронов де-Маркетт. В 1778 году для получения образования был послан в Берлин, где не только приобрёл научные знания, но и получил первые придворные навыки в салоне своей тётушки графини Марии Камеке (1718—1797).

В 1783 году граф Головкин вместе с родным братом Петром и двоюродным Юрием прибыл в Петербург. Имея красивую внешность, живой и ироничный ум, он вскоре обратил на себя внимание императрицы Екатерины II, сделавшей его камер-юнкером и приблизившей к себе. С началом войны со Швецией был назначен генерал-адъютантом при командующем войсками графе И. П. Салтыкове. В последние годы царствования Екатерины II Головкин был приближен к фавориту императрицы П. А. Зубову, став неизменным участником больших и малых приëмов. Но вскоре его острый ум и страсть к интригам положили конец его успешному пребыванию при российском дворе. Граф Ростопчин в мае 1794 года сообщал С. Воронцову:
Бездельник и мот граф Головкин просил 60 000 рублей на уплату долгов и разсчитывал получить их, так как милости теперь сыплются, но, к счастью, сделанная им глупость избавила графа Зубова от этого просителя и деньги остались в казне.
 Под «глупостью» имелось в виду вмешательство графа Головкина в процесс князя Любомирского с наследниками князя Потемкина. Этот поступок вызвал негодование императрицы и был одной из причин утраты благосклонности. Не любившая его графиня В. Н. Головина, писала:
Граф Фёдор Головкин, хотя и был ничтожной личностью, но некоторое время играл известную роль. Это был злой и наглый лжец, не лишённый дерзости. Шутя и развлекая, он понемногу достиг высших чинов, но его влияние продолжалось недолго: насмешка и клевета были изгнаны из кружка императрицы, которая не терпела их. Граф Головкин был чтецом и лакеем Зубова, другом сердца и поверенным лицом графини Шуваловой. Зубов выхлопотал ему место посланника в Неаполе, но дурное поведение заставило отозвать его оттуда, он был даже выслан на  некоторое  время.
 По словам же самого Головкина его положение при дворе казалось ему «славой весьма бесплодной, чтобы переносить все связанные с этим неприятности и опасности», а покровительство графа Зубова, было «совершенно ложно и унизительно».
Назначенный на освободившееся со смертью графа Скавронского место посланника в Неаполе, граф Головкин осенью 1794 года покинул Петербург. Приехав туда, молодой и легкомысленный Головкин стал вмешиваться во всё, то и дело высказывая своё мнение, и однажды, позабыв о своем дипломатическом статусе, на одной увеселительной прогулке пропел сочинённые им куплеты, компрометирующие королеву Каролину. По этому случаю императрица писала Гримму:
Головкин был отозван потому, что он позволял себе тысячу дерзостей по отношению к неаполитанской королеве и, осмелившись сделать это, имел неосторожность сам подробно рассказать мне всё в пространном письме.
 За чем в декабре 1795 года последовало приказание удалить Головкина из Неаполя. Его отзыв наделал немало шума в дипломатических кругах, о нём рассказывали разные анекдоты. Не спеша возвращаться в Россию, он прожил два месяца в Венеции, где жил у своего друга принца Нассау-Зигенского в его Лореданском дворце. Только спустя пять месяцев после отъезда из Неаполя он прибыл на русскую границу, где был тут же арестован и отправлен в изгнание в крепость в Лифляндии Пернов, где содержался до самой кончины императрицы.
С воцарением Павла I был возвращён ко двору и получил должность церемониймейстера, но при «строжайшем запрете острить». В 1797—1798 года был секретарём Станислава Понятовского, записал и отредактировал его воспоминания, когда тот жил в Петербурге.
Вскоре, не выдержав запрета и имея страсть говорить остроты и каламбуры, Головкин прогневал императора. В январе 1800 года он был выслан из столицы с обязательством жить в своих имениях. В царствование Александра I много путешествовал, лишь изредка появляясь в Петербурге и однажды в Москве. Жил поочерёдно во Флоренции, Вене, Берлине и Париже, где имел роскошную виллу на берегу Сены, названную «Монталлегре» («Гора веселья»).
За границей он писал свои мемуары и вёл обширную переписку со многими известными людьми: с Каподистрием, графом Жозефом де-Мэстром, мадам де-Сталь, которая писала Головкину, что его «отсутствие — большое горе не для сердца, а для ума; где он — там движенье и жизнь, которые исчезают вместе с ним».
Умер 5 (17) мая 1823 года в Женеве.

## Литературная деятельность
В молодости Головкин сочинял стихи, позже в Париже издал роман «Княгиня д`Амальфи» — подражание рыцарским романам. Был автором сочинений «Иностранец о французах» (Париж, 1814), «Рассуждение по поводу нравственного состояния Франции» (Женева, 1815), «Отношение воспитания к правительству» (Женева, Париж, 1818). Но самую интересную часть его трудов составляют воспоминания о дворе и царствовании Павла I, частично основанные на дневниковых записях и рассказах современников, в которых отразилась вполне его собственная личность.

### Издания

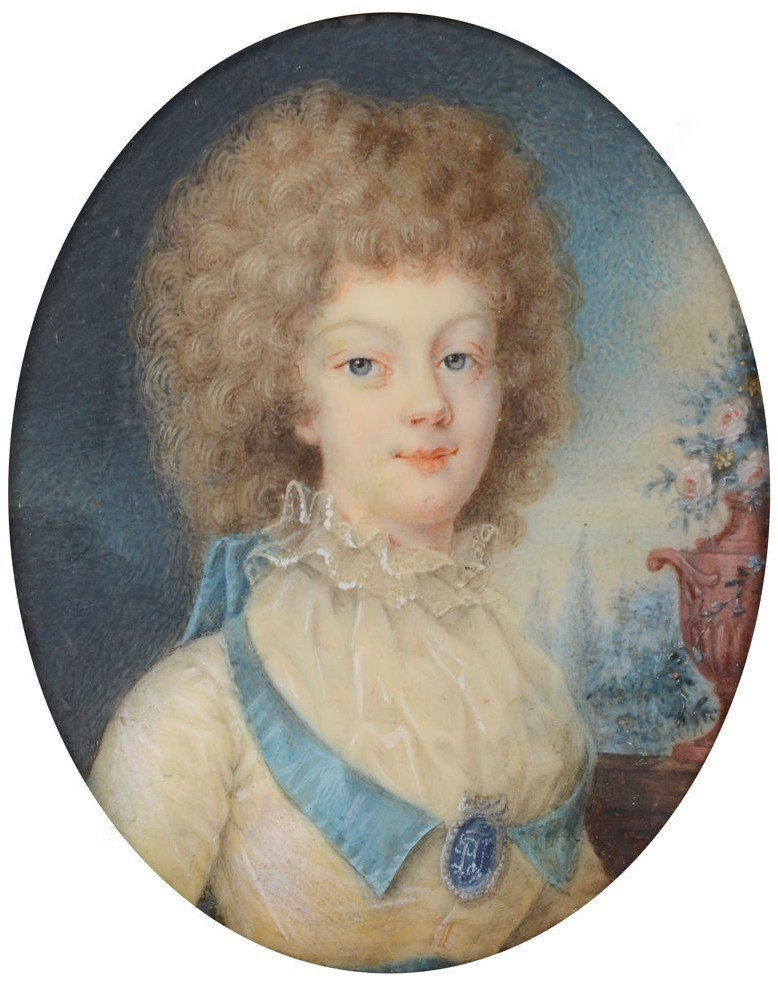
Наталия Петровна (1790)

- «Княгиня д`Амальфи» (Париж) — подражание рыцарским романам.
- «Иностранец о французах» (П., 1814).
- «Рассуждение по поводу нравственного состояния Франции» (Женева, 1815).
- «Отношение воспитания к правительству» (Женева, П., 1818).
- Характеристика А. Суворова. // Исторический вестник. — 1900. — Т. 8. — № 5. — С. 525—529.
- La cour de la regne de Paul I-er : portraits, souvenirs et anecdotes : avec 5 portraits / comte Fedor Golovkine; avec introduction et notes par S. Bonnet. — Paris, 1905.
- Записки графа Головкина // Русская старина. — 1907. — Т. 129. — № 1—3; Т. 130. — № 4.
- Двор и царствование Павла I. Портреты, воспоминания и анекдоты / Пер. с франц. А. Кукеля. Публ. по рукописи. — М.: Книгоизд-во «Сфинкс», 1912.
- Двор и царствование Павла I. Портреты, воспоминания. — М.: Олма-Пресс, 2003 (скан).

## Семья
С 1790 года был женат на Наталии Петровне Измайловой (1768—1849), дочери генерал-лейтенанта Петра Ивановича Измайлова и Екатерины Васильевны Салтыковой; племяннице фаворита С. В. Салтыкова. Графиня Наталия Петровна подолгу жила в Берлине и была автором двух романов, изданных в Париже: «Елисавета С… история одной русской» (1802 год) и «Альфонс де-Лодев» (1809 год). Сам граф Головкин весьма скептически оценивал литературный дар своей супруги. По отзывам княжны В. И. Туркестановой, она была «добрейшей дамой, с типично голландской внешностью; глядя на неё, казалось, что она сошла с одной из фламандских картин».